# Януш Маєвський
Януш Маріа́н Маєвський (пол. Janusz Marian Majewski; 5 серпня 1931, Львів — 10 січня 2024) — польський кінорежисер, актор, художник, сценарист та документаліст. Ректор Варшавської Школи Кіно.

## Біографія
У 1955 року закінчив Краківський політехнічний інститут (факультет архітектури), а у 1960 року Вищу школу театру і кіно в Лодзі.
У 1983—1990 роки був Головою Ради Асоціації Польських кінематографістів, з 2006 року є Почесним Президентом Асоціації.

## Фільмографія
- 1964 — «Аватар, або заміна душ»

## Громадська позиція
У 2018 підтримав звернення Європейської кіноакадемії на захист ув'язненого у Росії українського режисера Олега Сенцова.